# Implication (pragmatique)
Pour les articles homonymes, voir Implication.
 (novembre 2011).
Si vous disposez d'ouvrages ou d'articles de référence ou si vous connaissez des sites web de qualité traitant du thème abordé ici, merci de compléter l'article en donnant les références utiles à sa vérifiabilité et en les liant à la section « Notes et références ».
L'implication est un terme de la linguistique pragmatique qui s'illustre à travers l'exemple suivant « le président a été assassiné » ne suggère pas simplement qu'il est vrai que « le président est mort », mais exige cela. En outre, une implication ne peut être annulée, contrairement à une implicature qui peut disparaître si on ajoute une proposition.
L'implicature n'est pas une propriété sémantique de l'énoncé lui-même, contrairement à une présupposition implicite de celui-ci. Par exemple, en énonçant la phrase « Marie a eu un bébé et s'est mariée », le locuteur suggère que Marie a d'abord eu un bébé, puis s'est mariée. Mais cet énoncé demeure vrai, au sens strict, sémantique, si elle s'était d'abord mariée, avant d'avoir un bébé. Si on ajoute la proposition « pas forcément dans cet ordre » à cette phrase, alors son sens n'est pas altéré, mais l'implicature disparaît.

## Utilisation en informatique, Web sémantique
Ce concept est utilisé au sein du Web sémantique pour définir le système d'implication, dans une base de données (RDF).
Le système d'implication permet à un agent intelligent d'opérer des déductions à l'aide de relations d'implication dans une base de données. Il permet aussi de vérifier l'intégrité des données au sein du système d'implication, car des erreurs peuvent survenir à chaque enregistrement de nouvelles données.